# 3304 Пірс
3304 Пірс (3304 Pearce) — астероїд головного поясу, відкритий 2 березня 1981 року.
Тіссеранів параметр щодо Юпітера — 3,175.